# Стала спін-спінової взаємодії
Стала спін-спінової взаємодії (рос. постоянная спин-спинового взаимодействия, англ. coupling [spin-spin coupling] constant)
- 1. Величина, яка характеризує силу взаємодії між близько розташованими магнітними ядрами, що приводить до розщеплення магнітних рівнів i виникнення складної структури резонансних сигналів (спектральних смуг).
- 2. У ЯМР спектроскопії — віддаль (в герцах) між близько розташованими лініями, на яку розщеплюється сигнал взаємодіючих магнітних ядер різних елементів чи структурно-нерівноцінних ядер одного елемента. Така віддаль не залежить від напруженості зовнішнього магнітного поля.
- 3. Коефіцієнт біля терму спін-спінової взаємодії між двома ядрами в магнітно-резонансному гамільтоніані.